# Videl
Pour les articles homonymes, voir Videl (homonymie).
Videl (ビーデル, Bīderu) est un personnage de fiction créé par Akira Toriyama dans le manga Dragon Ball en 1984.

## Biographie fictive

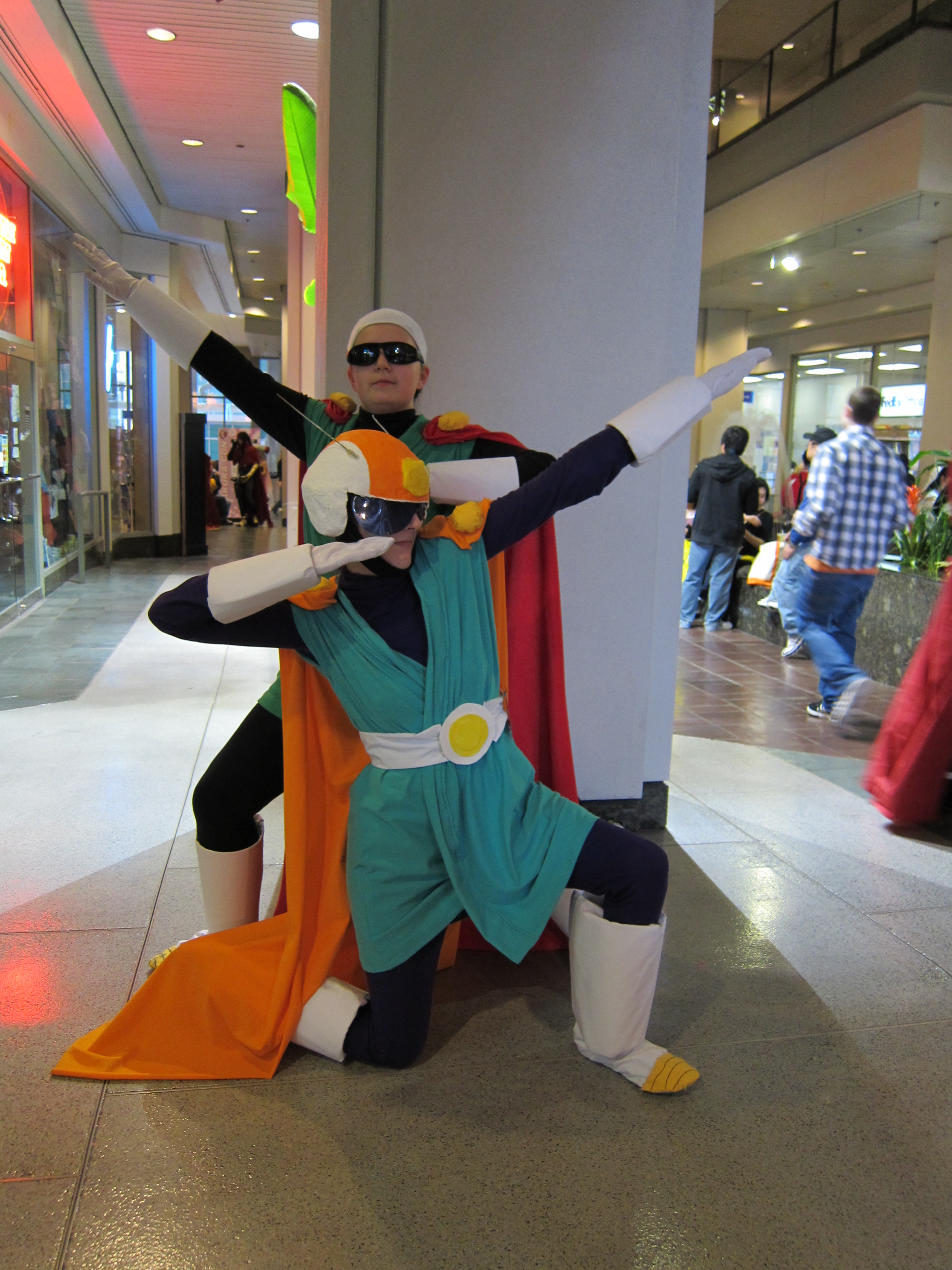
Cosplay de Videl en Great Saiyawoman (au premier plan) au Sakura-Con 2010, à Seattle.

Elle est la fille du champion du monde d'arts martiaux Mr Satan. Elle devient plus tard la femme de Son Gohan et la mère de Pan.
Au départ, elle n'a pas un physique de jolie fille stéréotypée. Elle fait penser à Son Goku pour son ovale de visage, ses cheveux abondants, sa petite taille, ses jambes musclées. Ses yeux bleus ressemblent à ceux de Bulma, avec laquelle elle partage un caractère fort, les colères en moins. Elle a évolué vers un personnage féminin filiforme plus effacé dans la série.
Excellente combattante pour une humaine, elle est bien plus forte que son père, mais ne peut soutenir la comparaison face aux amis de Son Goku.
Elle aide souvent la police, a une vision très manichéenne du monde et, contrairement à la population, elle n’est pas totalement sûre que son père ait vaincu Cell.
Après avoir suivi l'entraînement de Son Gohan, elle apprendra à voler (moins rapidement que les autres personnages de l’œuvre) mais demeurera incapable de produire des Kikoha.
Très garçon manqué au début, elle change au contact de Son Gohan qu’elle côtoie au lycée Orange Star. Elle arrive à deviner que ce dernier et le Great Saiyaman ne font qu’un. S’en servant comme chantage, elle l’oblige alors non seulement à participer au Tenkaichi Budokai mais encore à lui apprendre à voler.
C’est à cette période que Videl finira par tomber amoureuse de Son Gohan, sentiment qui est réciproque.
Videl participe au tournoi des arts martiaux mais est confrontée à Spopovitch lors de son premier combat ; elle a d’abord l’avantage et pense rapidement l’emporter mais son adversaire n’a rien d’un humain ordinaire et rétablit la situation en sa faveur. S’ensuit un combat sanglant où Videl finit par être torturée en règle (ce qui provoque la colère de Son Gohan) avant que Yam n’intervienne pour mettre fin au combat. Après sa guérison (par un senzu), elle tente d’accompagner Gohan et les autres au vaisseau de Babidi mais elle est contrainte de rebrousser chemin car elle n’arrive pas à voler aussi vite que lui. Plus tard, elle rejoint les amis de Son Goku au sanctuaire de Dendé lorsque Boo se réveille. Elle y est transformée en chocolat avec les autres lorsque le monstre les déloge.
Elle est ressuscitée après la fin de la saga Boo et épouse Son Gohan. Dans le film Dragon Ball Z: Battle of Gods et l'anime Dragon Ball Super qui ont une logique parallèle, Videl attend un enfant. Ils auront une fille qui aura un rôle important dans la série télévisée Dragon Ball GT : Pan.
Videl endossera le rôle de Great Saiyawoman (ou Great Saiyaman 2) assistant ainsi Great Saiyaman dans sa lutte contre les crimes.

## Description

### À propos du nom
Son nom est une anagramme du mot anglais devil, qui signifie « diable », référence présente dans sa famille, comme son père Mr Satan.

### Famille
Elle est la fille de Mr. Satan et sa mère est décédée avant son apparition. Elle épouse plus tard Son Gohan et aura une fille Pan. Par conséquent, Son Goku Junior est son arrière arrière-petit-fils, Son Goku son beau-père, Chichi sa belle-mère et Son Goten son beau-frère.

### Technique
- Buku Jutsu

## Œuvres où le personnage apparaît

### Manga
- 1984 : Dragon Ball

### Séries
- 1989 : Dragon Ball Z
- 1996 : Dragon Ball GT
- 2009 : Dragon Ball Z Kai
- 2015 : Dragon Ball Super

### Films
- 1994 : Dragon Ball Z : Rivaux dangereux
- 1995 : Dragon Ball Z : Fusions
- 1995 : Dragon Ball Z : L’Attaque du dragon
- 2008 : Dragon Ball : Salut ! Son Gokû et ses amis sont de retour !!
- 2013 : Dragon Ball Z: Battle of Gods
- 2013 : Dragon Ball Z : La Résurrection de ‘F’